# 9418 Mayumi
9418 Mayumi (tên chỉ định: 1995 WX5) là một tiểu hành tinh vành đai chính. Nó được phát hiện bởi Naoto Sato và Takeshi Urata ở Đài thiên văn Chichibu ngày 18 tháng 11 năm 1995. Nó được đặt theo tên Mayumi Sato, wife of Naoto Sato.